# گورستان سوراخ گرگک ۸
گورستان سوراخ گرگک ۸ مربوط به دوره هخامنشی - دوره اشکانیان است و در شهرستان کوهرنگ، بخش مرکزی، دهستان شوراب تنگزی، ۵/۲ کیلومتری شرق چلگرد به خط مستقیم واقع شده و این اثر در تاریخ ۲۷ اسفند ۱۳۸۷ با شمارهٔ ثبت ۲۶۳۰۹ به‌عنوان یکی از آثار ملی ایران به ثبت رسیده‌است.